# Whitfieldia elongata
Whitfieldia elongata là một loài thực vật có hoa trong họ Ô rô. Loài này được (P.Beauv.) De Wild. & T.Durand miêu tả khoa học đầu tiên năm 1899.

## Hình ảnh

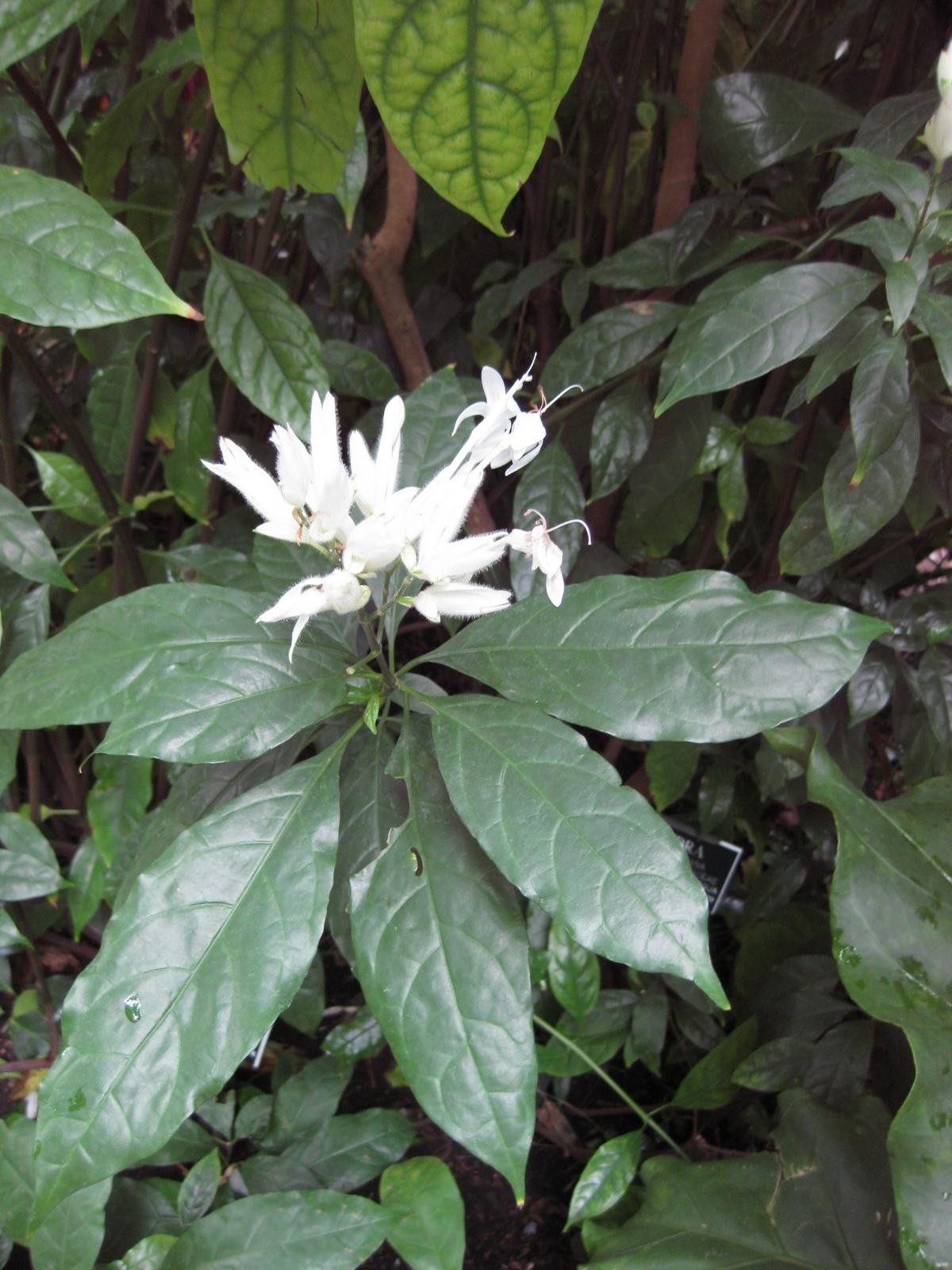
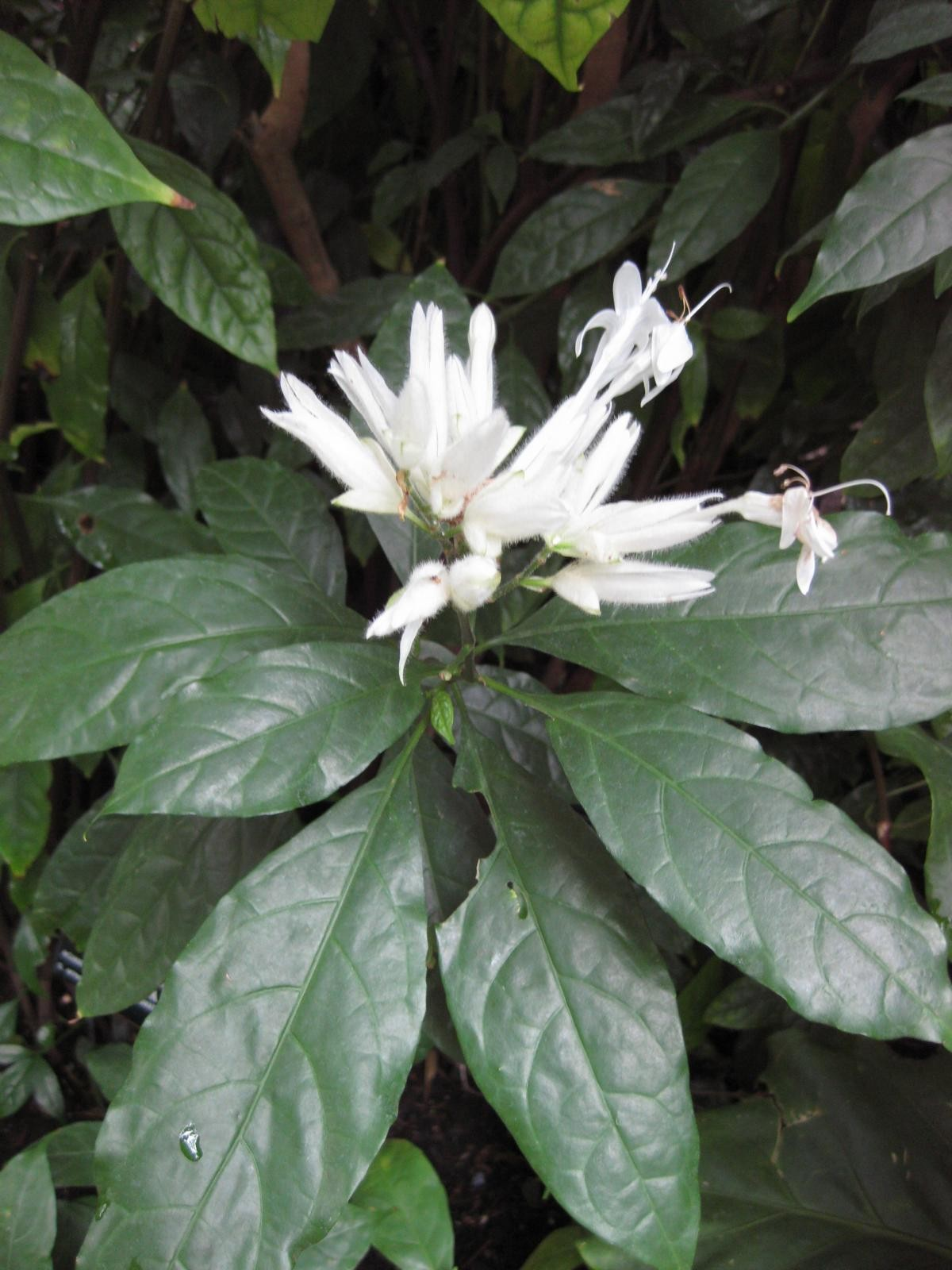
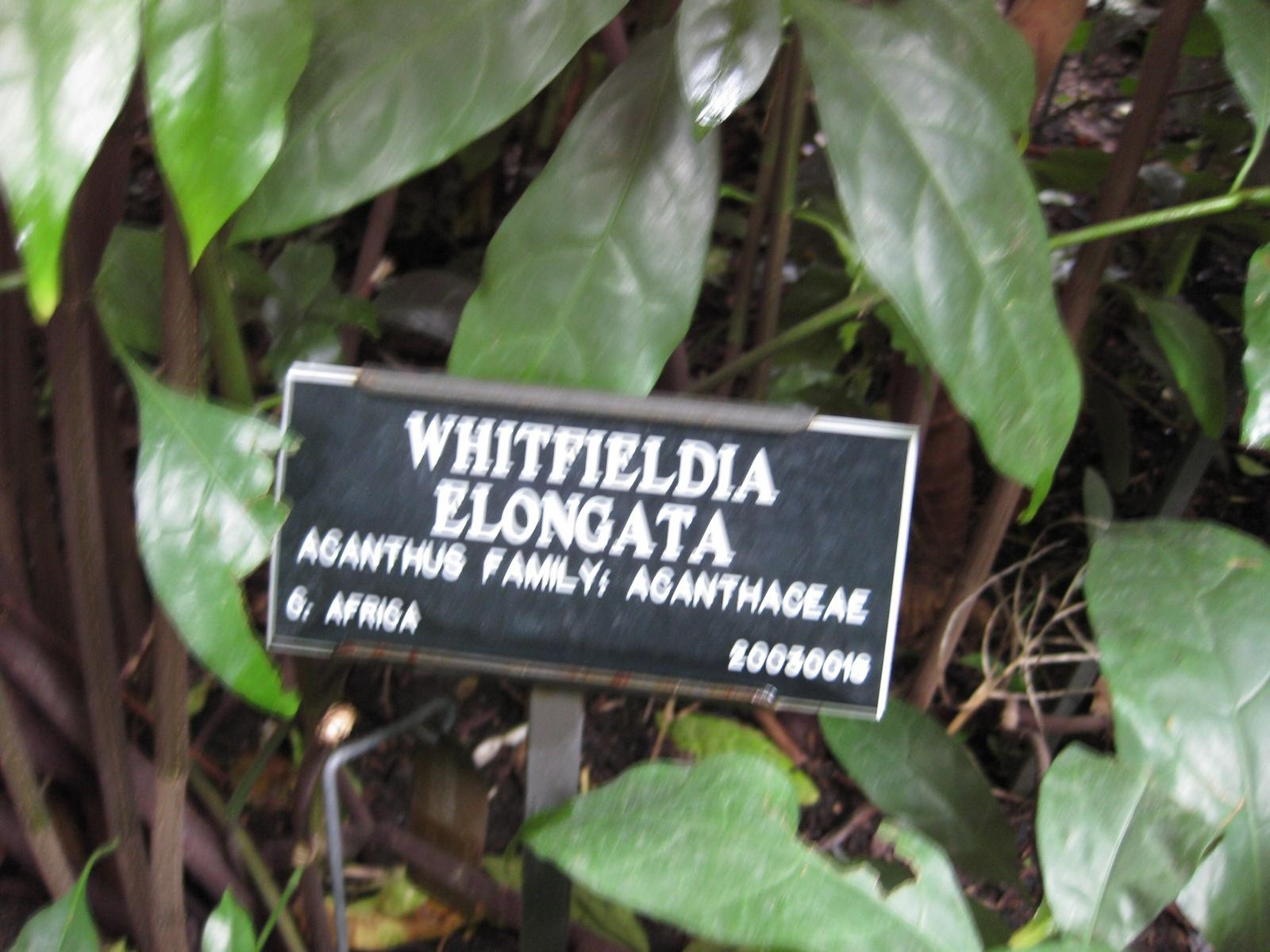
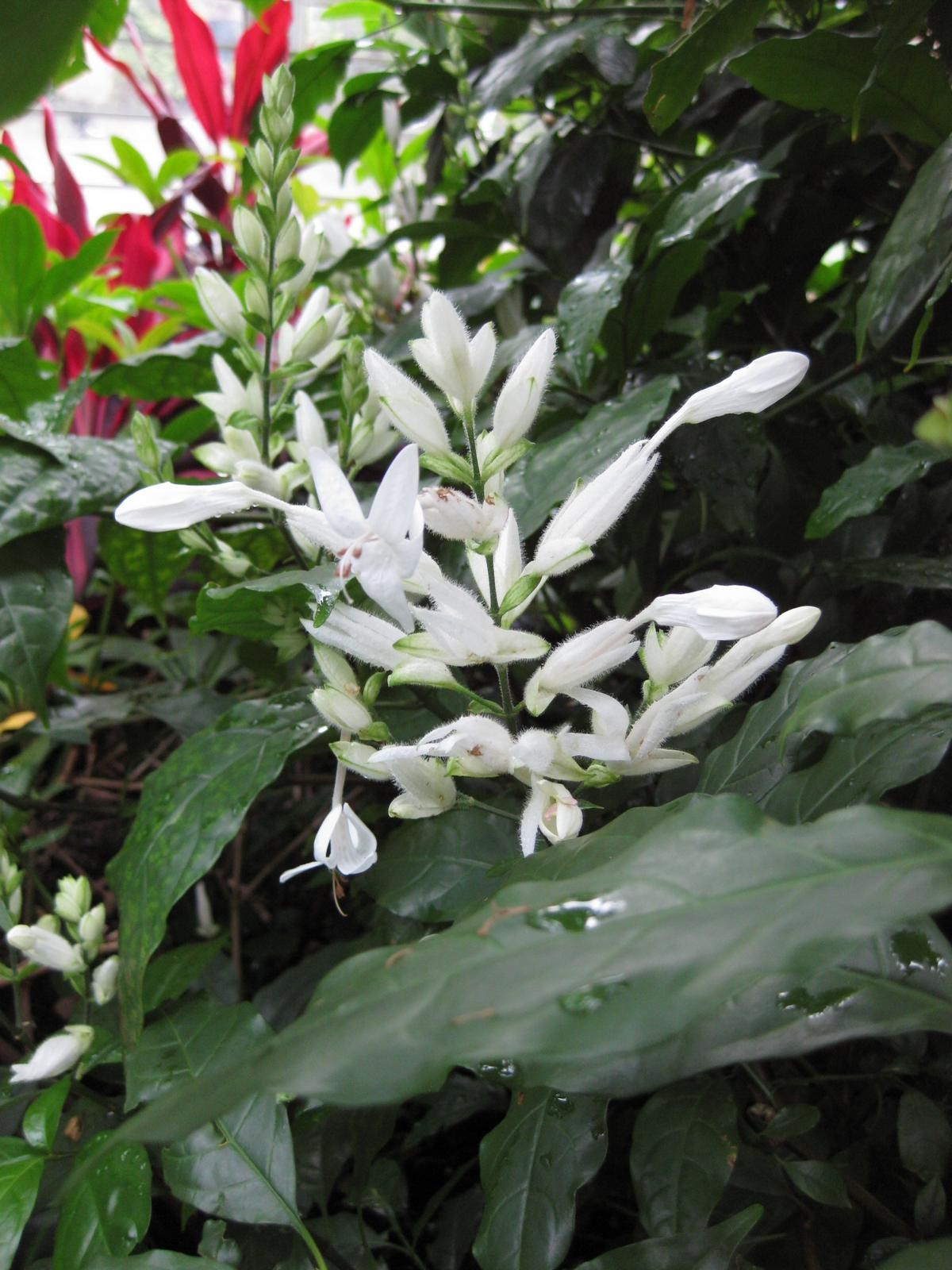